# Pseudoleptaleus
Pseudoleptaleus es un género de coleóptero de la familia Anthicidae.

## Especies
Las especies de este género son:
- Pseudoleptaleus arcuatus
- Pseudoleptaleus argutus
- Pseudoleptaleus asmatus
- Pseudoleptaleus baloghi
- Pseudoleptaleus basirufus
- Pseudoleptaleus cephalotes
- Pseudoleptaleus decellei
- Pseudoleptaleus dentatus
- Pseudoleptaleus dromedarioides
- Pseudoleptaleus dubiosus
- Pseudoleptaleus formicabilis
- Pseudoleptaleus formicomorphus
- Pseudoleptaleus gibber
- Pseudoleptaleus humeralis
- Pseudoleptaleus jaccoudi
- Pseudoleptaleus kristinae
- Pseudoleptaleus limbourgi
- Pseudoleptaleus mateui
- Pseudoleptaleus mirei
- Pseudoleptaleus moestus
- Pseudoleptaleus nitens
- Pseudoleptaleus perangustus
- Pseudoleptaleus pocsi
- Pseudoleptaleus punctatithorax
- Pseudoleptaleus rougoni
- Pseudoleptaleus royi
- Pseudoleptaleus schuelei
- Pseudoleptaleus sichuanus
- Pseudoleptaleus sulcatithorax
- Pseudoleptaleus testaceicornis
- Pseudoleptaleus yalaensis